# Хлопчик на ім’я Різдво
«Хлопчик на ім'я Різдво» — британський різдвяний фантастичний фільм 2021 року, знятий Гілом Кенаном за сценарієм Ола Паркера та Кенана, заснований на однойменній книзі Метта Гейґа 2015 року.
26 листопада 2021 року компанія StudioCanal поширила фільм вийшов у Великій Британії, Австралії, Новій Зеландії, Франції, Німеччині та Китаї, тоді як 24 листопада 2021 року Netflix випустив фільм у міжнародний прокат. Фільм отримав позитивні відгуки критиків.
У Сполученому Королівстві фільм був класифікований як «Sky Original» і став доступним для перегляду на Sky Cinema та трансляції на потоковому сервісі Sky NOW.

## Сюжет
Напередодні Різдва Андреа, Моппет і Патрік, чия мати нещодавно померла, а батько їде по терміновій справі на роботу, передаються під опіку тітоньці Рут, старій жінці, яка намагається розважити дітей, розповідаючи казку про Різдво.
13-річний Ніколас і його батько Джоел, дроворуб, живуть у лісі. Мати Ніколаса померла два роки тому, її з'їв ведмідь, і Ніколас щовечора намагається розрадитися, згадуючи легенду про місце під назвою Альвгельм, де дівчина знайшла чарівне місце, населене ельфами, які допомогли їй пережити зиму. Одного разу вночі миша намагається вкрасти трохи їжі, але Ніколас рятує їй життя. Він називає мишу Мійкою та намагається навчити її говорити.
Одного разу король кличе своїх підданих і обіцяє велику винагороду, якщо хтось знайде предмет, який принесе королівству надію. Щоб спробувати знайти Альвгельм, Джоел приєднується до групи мисливців. Джоел залишає Ніколаса під опікою тітки Карлотти, егоїстичної жінки, яка робить життя Ніколаса нещасним.
Ніколас знаходить карту, яка підтверджує існування Альвгельма, тому він вирішує відправитися на Крайню Північ, щоб знайти свого батька та дати йому карту. Під час подорожі Ніколас дізнається, що Мійка навчилася говорити, і це дає надію на продовження його пошуків. Коли вони досягають Півмісячного лісу, північний олень, якого Ніколас назвав Блітцен, дозволяє Ніколасу сісти на нього.
Трійця досягає Альвгельма, але не знаходить там нічого, крім ножа Джоела. Ніколас втрачає надію і падає. Його знаходять Маленький Нуш і батько Топо. Батько Топо дає Ніколасу «заклинання надії», яке дозволяє йому одужати. Батько Топо повідомляє йому, що він знаходиться в Альвгельмі, але це видно лише людям, які вірять у це місце.
Ніколас може побачити це місце після того, як повірив в ельфів, і намагається залишитися в місті. Він дізнається, що група людей, включаючи Джоела, викрала маленького ельфа, на ім'я Маленький Кіп. Ніколаса засуджують до з'їдання тролем у Темній вежі. За допомогою юної феї, на ім'я Правда Піксі Ніколасу вдається втекти. Тоді він вирішує спробувати знайти групу Джоеля та прояснити непорозуміння.
У лісі Ніколас знаходить групу мисливців і Маленького Кіпа, але він потрапляє в пастку мисливців і виявляє, що його батько разом з ними. Джоел змінив своє рішення і придумав план. Він звільняє Ніколаса, Маленького Кіпа та Блітцена, і вони тікають від мисливців. Блітцен не може підняти сани з Джоелем, тому він вирішує пожертвувати собою, щоб дозволити тріо полетіти.
Ніколас з Маленьким Кіпом повертається до Альвгельма, і він може вчасно привести маленького ельфа, щоб запобігти покаранню Батька Топо. Батьки маленького Кіпа нагороджують Ніколаса традиційним виготовленням іграшок ельфів. У Ніколаса виникає ідея, і він змушує всіх ельфів створити щедрі подарунки з іграшок і цукерок. Ніколас збирається покатати Блітцена з подарунками, коли він стикається з Матір'ю Водол. Вона бачить медальйон, який він несе з собою, на якому зображено портрет її матері, показуючи, що дівчина, яка в легенді досягла Альвгельма, є не ніким іншою, як матір'ю Ніколаса.
Потім мати Водол розповідає йому про те, як вона втратила віру в людей, коли в цьому місці поширилися новини, що чоловіки (включаючи Джоела) забрали Маленького Кіпа. Ніколас розповідає їй, що його мати завжди пам'ятала, як радісно було в Альвгельмі.
Одного вечора Ніколас повертається до королівства і показується королю, пропонуючи одну з іграшок. Збентежений король запитує його про значення подарунка, що спонукає Ніколаса провести його по всіх будинках у королівстві, щоб залишити іграшки для дітей, намагаючись не турбувати їх. Король зворушений і вирішує йому допомогти.
Закінчуючи розповідь, тітка Рут пояснює дітям сенс вчинків Ніколаса, і вона відчула, що один із них уже змирився з долею матері й вчиться з цим жити. Діти вже уявляють хлопчика Сантою Клаусом. Батько дітей повертається і, на свій подив, бачить, що вітальня завалена різдвяними прикрасами та подарунками. Потім тітка Рут залишає місце і кидає петарду в кінцевій сцені, виявляючи себе Правдивою Піксі.

## Акторський склад
- Генрі Лоуфулл — Ніколас, також відомий як "Різдво", юний хлопчик, який згодом стане Санта-Клаусом.
- Тобі Джонс — отець Топо, ельф з Ельфгейму, який знаходить Ніколаса.
- Саллі Хокінс — мати Водол, правителька Ельфгейму, яка запровадила свої правила після зустрічі з поганими людьми.
- Крістен Віг — тітка Карлотта, неприємна тітка Ніколаса.
- Міхіл Гаусман — Джоел, лісоруб, батько Ніколаса та брат Карлотти.
- Зої Коллетті — Піксі Правди, піксі, яка може говорити лише правду.
- Меґґі Сміт — тітка Рут, смертна форма Піксі Правди, яка оповідає історію, незважаючи на те, що їй доводиться зупинятися, щоб відповісти на запитання своїх внучатих племінниць та племінників.
- Стівен Мерчант — голос Мійки, миші, яку Ніколас виростив, переконавши батька пощадити її.
- Джим Бродбент — Король, неназваний правитель неназваного королівства, в якому живе Ніколас.
- Індіка Вотсон — Маленька Нуш, молода дівчинка-ельф, яка часто перебуває в компанії Отця Топо.
- Джоел Фрай — Метт, овдовілий батько Андреа, Патріка та Моппет і племінник Рут.
- Ізабелла О'Салліван — Андреа, дочка Метта та внучата племінниця Рут.
- Еден Лоуренс — Патрік, син Метта та внучатий племінник Рут.
- Айоміде Гаррік — Моппет, син Метта та внучатий племінник Рут.
- Ріші Куппа — Маленький Кіп, ельф, якого захопили.
- Руне Темте — Андерс, мисливець.
- Тріш Осмонд — неназвана літня жінка з гускою, яку Ніколас ненадовго зустрічає у своїй подорожі і яка стверджує, що він не знайде того, що шукає. Ближче до кінця ми помічаємо, що у неї є внучка.
- Пітер Госкінг — додатковий ельф.

## Виробництво
У травні 2016 року було укладено угоду про екранізацію книги Blueprint Pictures і StudioCanal. Сценарій мав написати Ол Паркер.
У квітні 2019 року стало відомо, що Гіл Кенан буде режисером фільму, а серед акторського складу — Джим Бродбент, Саллі Гокінс, Меггі Сміт і Крістен Віг. Зйомки почалися того ж місяця, виробництво проходило в Лапландії, Фінляндії, Чехії, Словаччині та Лондоні.

## Поширення
26 листопада 2021 року компанія StudioCanal поширила фільм у Великій Британії, Австралії, Новій Зеландії, Франції, Німеччині та Китаї, тоді як 24 листопада 2021 року Netflix випустив фільм в інших країнах.

## Рецензії
На сайті Rotten Tomatoes рейтинг схвалення фільму становить 83 % на основі 30 рецензій із середнім рейтингом 6,70/10. Критичний консенсус сайту говорить: «Хлопчик на ім'я Різдво пропонує мало сюрпризів, але компенсує брак оригінальності великою порцією привабливого святкового настрою». На Metacritic фільм отримав середньозважену оцінку 66 зі 100 на основі 5 критиків, що означає «загалом схвальні відгуки».